# Mörkgölen (Malmbäcks socken, Småland)
Mörkgölen är en sjö i Nässjö kommun i Småland och ingår i Lagans huvudavrinningsområde. Sjön är 13,3 meter djup, har en yta på 0,026 kvadratkilometer och befinner sig 295 meter över havet.